# Albert Jenny

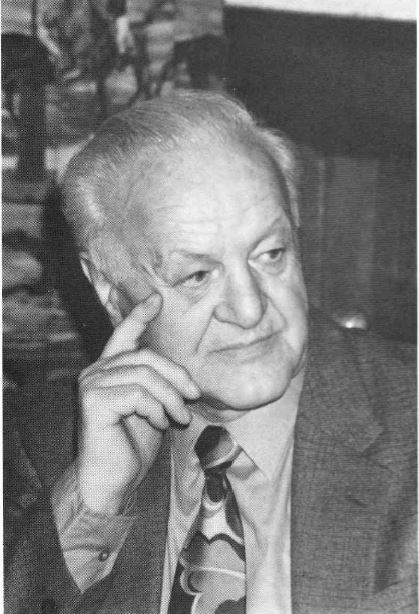
Albert Jenny (1983)

Albert Jenny (* 24. September 1912 in Solothurn; † 22. März 1992 in Luzern) war ein Schweizer Komponist, Kirchenmusiker, Chorleiter, Dirigent und Musikpädagoge. Seine hauptsächlichen Wirkungsstätten waren in Luzern und Solothurn. Sein kompositorisches Werk umfasst geistliche und weltliche Chormusik, Sologesänge, Instrumentalmusik, Bühnenmusik und Musik zu Festspielen.

## Leben
Albert Jenny wurde als zweiter von drei Söhnen von Fritz Jenny und Hedwig Jenny-Jeger geboren. Die Familie nahm aktiv am Kulturleben der Stadt Solothurn teil. Seine Musikausbildung erhielt Albert Jenny, welcher durch seine musikalische Begabung und Neigung schon frühzeitig aufgefallen war, in Solothurn durch Max Kaempfert (Theorie) und am Konservatorium in Bern durch Lorenz Lehr (Violoncello) und Franz Chardon (Klavier), parallel zur Mittelschulausbildung am Gymnasium in Solothurn. Auf Anraten seiner musikalischen Lehrer und weil es in der Schweiz keine Ausbildungsstätte gab, um sich mit den verschiedenen Disziplinen der Kirchenmusik vertraut zu machen, beschloss Albert Jenny, seine weitere musikalische Ausbildung im Ausland fortzusetzen.
1931/32 studierte er an Dr. Hoch’s Konservatorium in Frankfurt am Main unter anderem bei Bernhard Sekles und Hermann von Schmeidel. In Frankfurt beschäftigte sich Jenny intensiv mit Arnold Schönberg und dessen Theorien und begegnete Paul Hindemith. Von Frankfurt wechselte er an die Staatliche Hochschule für Musik in Köln, wo er seine Studien im Jahre 1935 mit dem Diplom in Direktion, Orgel und katholischer Kirchenmusik abschloss. Seine dortigen Lehrer waren unter anderem Philipp Jarnach, Heinrich Lemacher, Hermann Abendroth, Walter Braunfels, Johannes Mölders, P. Dominicus Johner und Hans Bachem.
Von 1936 bis 1944 war er Musiklehrer am Kollegium St. Fidelis in Stans. 1941 heiratete er Nelly Fischer, mit der er eine Tochter und zwei Söhne hatte. Im Jahr 1944 erfolgte der Umzug nach Luzern, wo Albert Jenny an den Städtischen Schulen Musikunterricht erteilte und am Konservatorium von 1944 bis 1985 sowie an der Akademie für Schul- und Kirchenmusik von 1947 bis 1985 Theorie und Komposition lehrte. In der Mitte der Sechzigerjahre zog Albert Jenny nach Ebikon bei Luzern, wo er bis zu seinem Tod im Jahr 1992 lebte.
Neben seiner Lehrtätigkeit war Albert Jenny als Chor- und Orchesterdirigent tätig. So leitete Albert Jenny von 1944 bis 1968 den Männerchor Frohsinn Luzern, von 1944 bis 1979 den Caecilienverein der Stadt Solothurn, von 1946 bis 1979 den Städtischen Konzertverein Luzern, von 1946 bis 1962 den Chor der Internationalen Musikfestwochen Luzern und von 1962 bis 1978 den Männerchor Solothurn. An der Kirche St. Karl in Luzern leitete er von 1944 bis 1956 den Kirchenchor und am «Stift» der Hofkirche St. Leodegar leitete er als Stiftskapellmeister und Nachfolger von Johann Baptist Hilber den Stiftschor.
Vor allem war er jedoch als Komponist aktiv. Sein Œuvre umfasst Vokalmusik, bestehend aus weltlicher, geistlicher und liturgischer Chormusik, weltlichen und geistlichen Sologesängen mit Instrumenten und Orchester, Instrumentalmusik bestehend aus Orchestermusik, Kammermusik, Klaviermusik, Orgelmusik und Blasmusik sowie Bühnen- und Festspielmusiken.
Das katholische Gesangbuch Gotteslob (GL) enthält seine Antiphon für die Osternacht und für das Pfingstfest Sende aus deinen Geist, und das Antlitz der Erde wird neu (312.2, 645.3). Im Schweizer KG steht sie bei Nr. 489, im Gesangbuch der Evangelisch-reformierten Kirchen der deutschsprachigen Schweiz (RG) unter Nr. 63.

## Würdigung
Der Musikwissenschaftler Max Lütolf beschreibt Albert Jenny als einen Komponisten, dem es nicht um «Modernität um jeden Preis» ging, der mit Kompositionstechniken wie der Serialität, Polytonalität oder der Schichtung gleicher Intervalle vertraut war. Ein «kritisches Ausprobieren» habe aber dazu geführt, dass sie «in seinem anerkannten Werk […] eine untergeordnete Rolle [spielen]».
Der Musikwissenschaftler Alois Koch sagt: «Als Komponist, Dirigent, Stiftskapellmeister und Dozent war Albert Jenny (1912–1992) eine wichtige Persönlichkeit von nachhaltiger Bedeutung für die Zentralschweiz in der Zeit um und nach Johann Baptist Hilber. Während seine grossen oratorischen Werke (Dem unbekannten Gott, Das Lied von der Schöpfung, Der grosse Kreis) heute kaum mehr bekannt sind, dokumentieren seine im Umfeld des liturgischen und ästhetischen Umbruchs des 2. Vatikanischen Konzils entstandenen kirchenmusikalischen Beiträge nach wie vor die damals unternommenen künstlerischen Neudefinitionen.»
Angelo Garovi weist darauf hin, dass es dank der Internationalen Musikfestwochen in Luzern seit den 1950er Jahren einen aufgeschlossenen, undogmatischen Kreis von Komponisten gegeben hat, zu dem auch Albert Jenny gehörte. Er zählt Albert Jennys 1956 uraufgeführtes Oratorium Dem unbekannten Gott auf einen Text von Herbert Meier neben Arthur Honeggers szenischem Oratorium Nicolas de Flue und Werken weiterer Komponisten zu den bedeutenden musikdramatischen Werken der Schweiz im 20. Jahrhundert, die sich in eine bis ins 19. Jahrhundert zurückreichende Tradition oratorischer Chorkultur einreihen.

## Auszeichnungen
- 1949: Grosse Wappenscheibe der Stadt Solothurn
- 1965: Kunst- und Kulturpreis der Stadt Luzern
- 1969: Kunstpreis des Kantons Solothurn
- 1972: Päpstlicher Gregoriusorden
- 1987: Innerschweizer Kulturpreis

## Werke
siehe Werkkatalog Albert Jenny

## Diskographie (Auswahl)
- Frühlingskantate auf Texte deutscher Barockdichter (Robert Roberthin, Georg Philipp Harsdörffer, Simon Dach, Barthold Heinrich Brockes). Kammerchor und Kammerensemble von Radio Bern, Leitung: Walter Furrer. Reihe Schweizer Komponisten. CTS 45.
- Lauda anima mea, Et audivi vocem magnam. Kammerchor Zürich, Leitung: Johannes Fuchs, Orgel: Josef Bucher. Reihe Schweizer Komponisten, CT-64-29.
- Tollite portas. Organist: Georges Cramer. Auf: Cloches et orgue du Sanctuaire de l’Expo. FONO FGL 17-4001,
- Messe zu Ehren des hl. Franziskus, Präludium Tollite portas, Jubilate deo, Beata-Magnificat, Justorum animae, Et introibo ad altare Dei. Ursula Buckel (Sopran), Eduard Stocker (Bass), Stiftschor der Hofkirche St. Leodegar Luzern, Luzerner Kammerorchester ad hoc, Eduard Kaufmann (Orgel), Leitung: Albert Jenny. FONO FGL 25-4305.
- Postludium über das «Ite missa est» der XI. Messe. Orgel: P. Norbert Hegner, OSB. FONO FGLS 3O-4304.
- Seid fröhlich eine Stunde lang, Guter Rat. Auf: 43. Luzerner Kantonalgesangfest Hitzkirch, 23./24. Juni 1979. Duraphon-Records Album HD 332.
- Scherzoso für Streichorchester. Festival Strings Lucerne, Leitung: Rudolf Baumgartner. Auf: 40 Jahre 1942–1982 Konservatorium Luzern. Doppel-LP. Konservatoriumsverein Luzern, K 81 / 1. sowie auf: Musik in Luzern – Werke für Streichorchester. Gallo CD-727
- Dialoge, für Oboe solo und kleines Blasorchester. Blasorchester Stadtmusik Luzern, Leitung: Franz Schaffner. Auf: Musik in Luzern – Sinfonische Blasmusik . Gallo CD-885,
Albert Jenny,
- Dies sanctificatus, Vorspiel E-Dur. Orgel: Karl Raas. Auf: Musik in Luzern – Orgelmusik an der Hofkirche. Gallo CD-754.
- Suite für Blasmusik (instr. Tony Kurmann). Blasorchester Siebnen, Winterkonzert 1998. Liverpool Records, DMR 612.

Eine umfangreiche Sammlung weiterer Werke auf historischen Tonträgern befindet sich in der Schweizer Nationalphonothek in Lugano.